# Al Minliar al Asad
Al Minliar al Asad (κ Leo / κ Leonis / 1 Leonis) es un sistema estelar en la constelación de Leo.
Debe su nombre al astrónomo persa Ulugh Beg y su significado es «la nariz del león».
Se encuentra a 201 años luz del sistema solar.
Al Minliar al Asad es una gigante naranja de tipo espectral K2III con una temperatura superficial de 4375 K.
95 veces más luminosa que nuestro Sol, tiene un diámetro 17 veces más grane que el diámetro solar.
Gira sobre sí misma con una velocidad de rotación igual o superior a 1,9 km/s, lo que da lugar a un período de rotación de 400 días —siendo éste un valor máximo—.
Posee una metalicidad —abundancia relativa de elementos más pesados que el helio— cercana a la solar.
Con aproximadamente el doble de la masa solar, no se conoce con exactitud en qué estado evolutivo se encuentra actualmente.
En función de ello su edad puede ser de 1000 o 1500 millones de años.
Visualmente existen dos estrellas, denominadas Kappa Leonis B y Kappa Leonis C, respectivamente a 2,4 y 149 segundos de arco de Al Minliar al Asad.
Aunque la segunda no está gravitacionalmente unida a ella, Kappa Leonis B sí forma verdadero un sistema binario.
De magnitud +9,7 —que corresponde a una estrella análoga al Sol— está separada al menos 150 UA de su brillante compañera.